# Shanghai World Financial Center
Shanghai World Financial Center (SWFC), je mrakodrap v Číně nacházející se v Šanghajské obchodní čtvrti Pchu-tung měřící 492 metrů. Postaven byl v roce 2008. Do roku 2013, kdy Shanghai Tower dosáhla svého vrcholu, byla SWFC nejvyšší stavbou Čínské lidové republiky, pakliže nepočítáme mrakodrap Tchaj-pej 101 (509 m), který se nachází v nárokovaném území Číny na Tchaj-wanu. Budovu vlastní Čínský stát. Je unikátní svým tvarem, díky kterému se mu přezdívá také „otvírák lahví". V mrakodrapu se nachází převážně kanceláře, dále hotel, nákupní střediska, restaurace, konferenční místnosti a tři vyhlídkové plošiny, jedna například v nejvyšším patře nad obdélníkovým otvorem.

## Historie
Stavba budovy začala v roce 1997, ale po Asijské finanční krizi koncem 90. let se výstavba pozastavila. Obnovena byla až v roce 2003. Zastřešena byla v září 2007, dokončena v červenci 2008 a uvedena do provozu 28. srpna 2008. O dva dny později byla otevřena i nejvyšší vyhlídková plošina, která se nachází 474 metrů nad zemí.
Původně mělo být SWFC vysoké 460 metrů.

## Architektura
Charakteristický rys pro tuto budovu je obdélníkový otvor v horní části budovy, který má zmírňovat tlaky větru na budovu. Původně byl v plánu kruhový otvor, ale to se nelíbilo čínským občanům i starostovi Šanghaje Chen Liangyu, protože připomínal vycházející slunce na Japonské vlajce.

## Fotogalerie

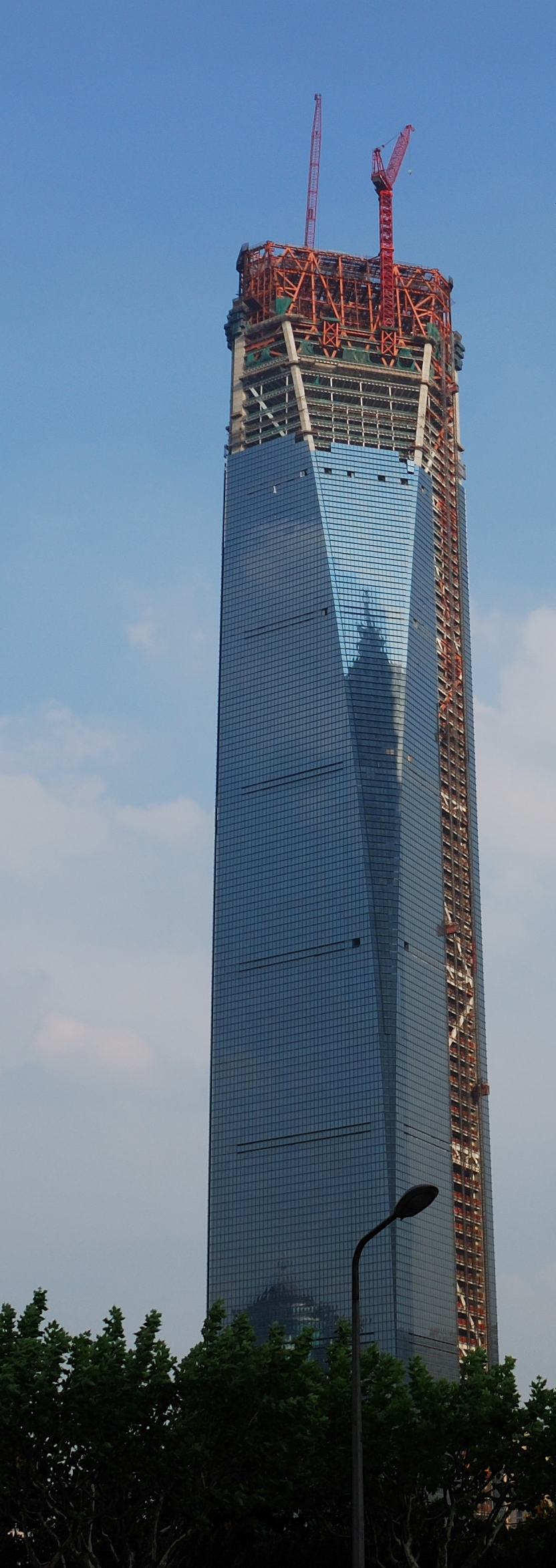
SWFC ve výstavbě v červenci 2007
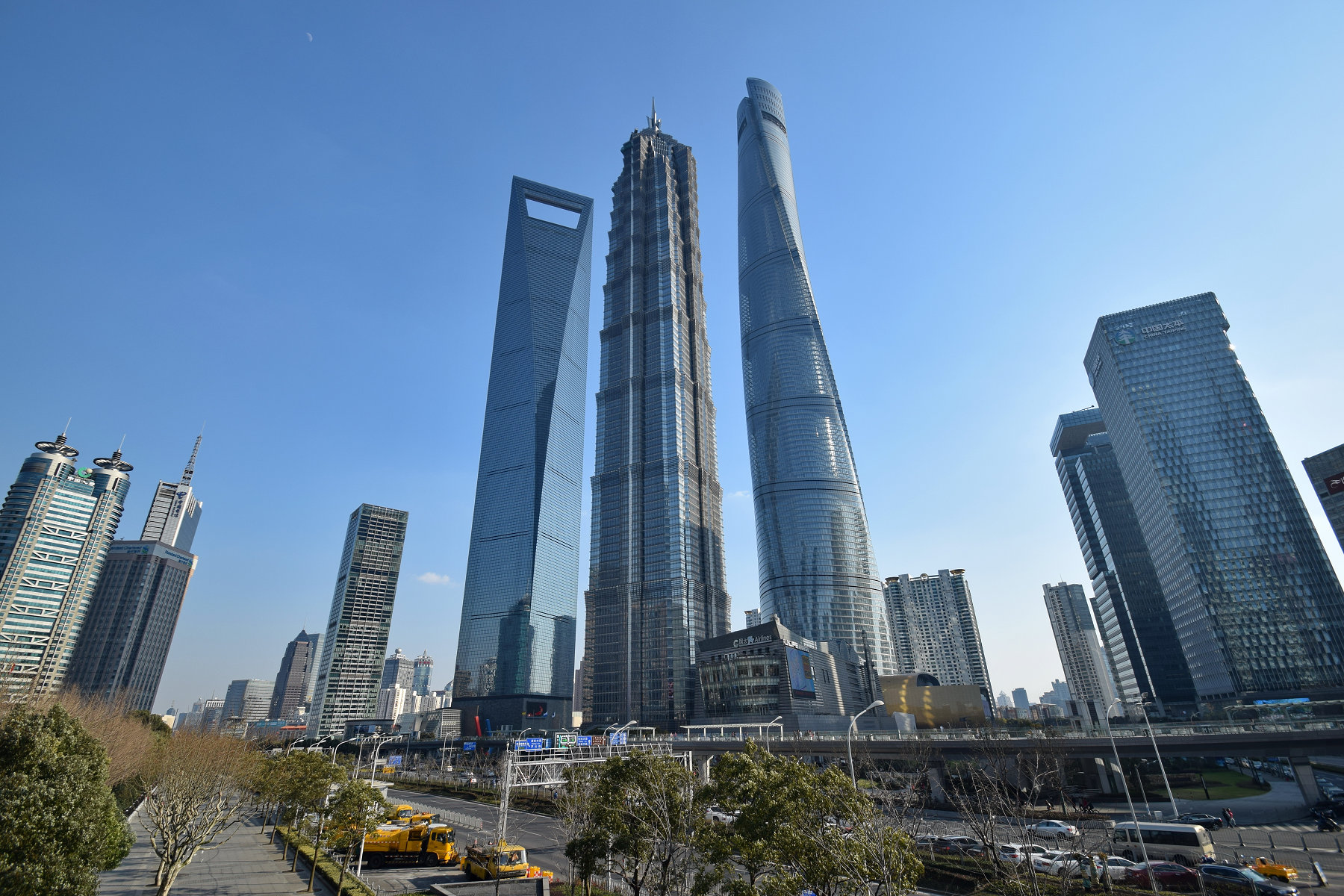
SWFC nalevo, uprostřed mrakodrap Ťin Mao, napravo Shanghai Tower, v roce 2016
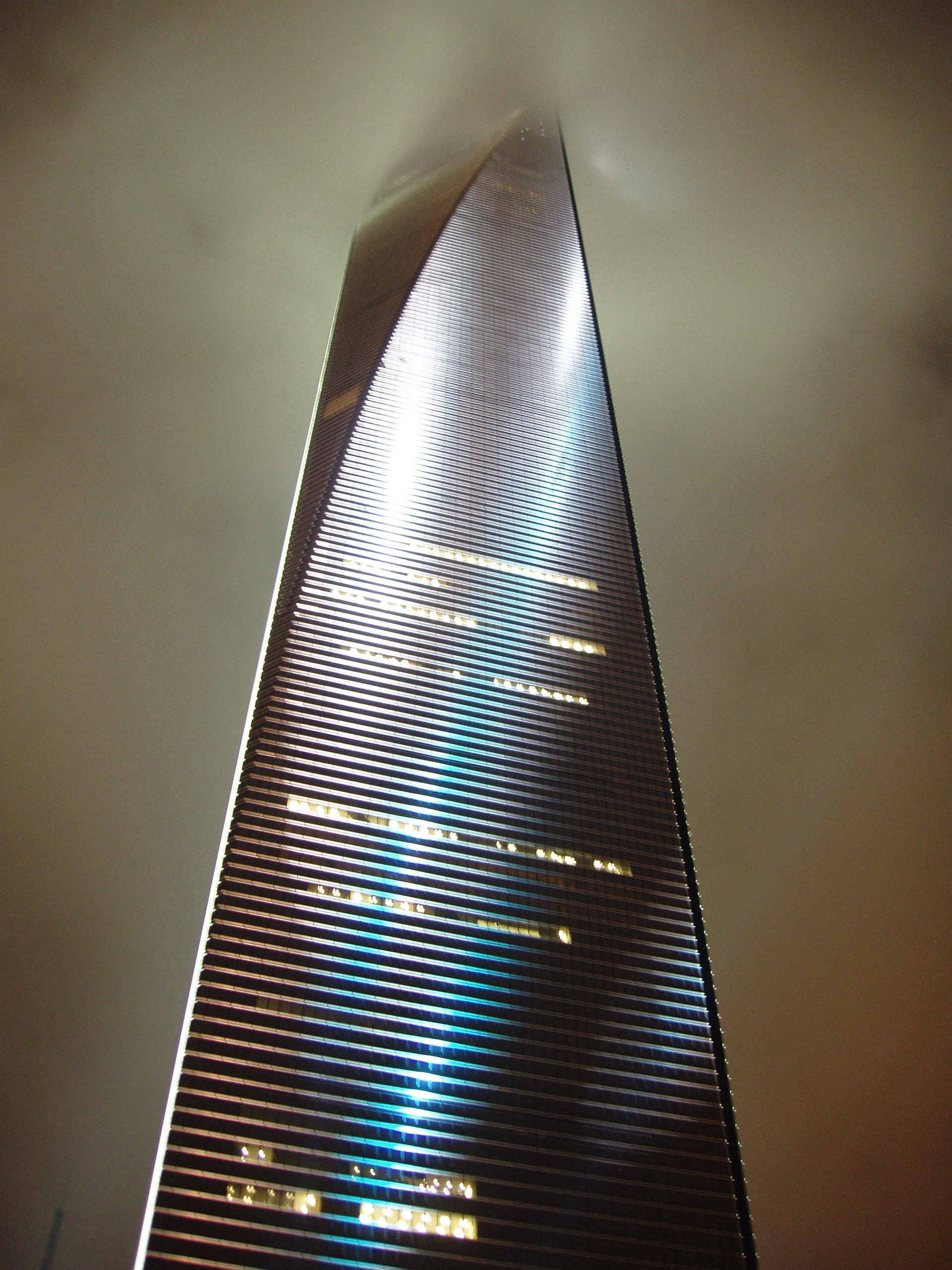
Rozsvícený mrakodrap v mlze, rok 2008